# Jaime Portillo
Jaime Rafael Martínez Portillo (Berlín; 18 de septiembre de 1947) es un exfutbolista salvadoreño, representante nacional del país jugando como delantero. Durante su carrera jugó en Once Berlinés, Alianza FC, CD FAS, Platense Municipal y Baygon ADET.

## Selección nacional
En 1970, participó en la Copa del Mundo. En el Mundial celebrado en México, jugó el partido del grupo 1 contra la Unión Soviética.

### Participaciones en Copas del Mundo
| Mundial                        | Sede   | Resultado    |
| ------------------------------ | ------ | ------------ |
| Copa Mundial de Fútbol de 1970 | México | Primera fase |

## Clubes
| Club               | País        | Año       |
| ------------------ | ----------- | --------- |
| Once Berlinés      | El Salvador | 1964-1968 |
| Alianza            | El Salvador | 1968-1972 |
| FAS                | El Salvador | 1973-1974 |
| Platense Municipal | El Salvador | 1974-1975 |
| Alianza            | El Salvador | 1976-1983 |
| Baygón ADET        | El Salvador | 1984-1985 |

## Palmarés

### Títulos nacionales
| Título           | Equipo             | País        | Año     |
| ---------------- | ------------------ | ----------- | ------- |
| Primera División | Platense Municipal | El Salvador | 1974-75 |

### Títulos internacionales
| Título                           | Equipo             | País        | Año  |
| -------------------------------- | ------------------ | ----------- | ---- |
| Copa Fraternidad Centroamericana | Platense Municipal | El Salvador | 1975 |